# Francisco Botella y Andrés
Francisco A. Botella y Andrés (Elche, 3 de diciembre de 1832-Madrid, 22 de diciembre de 1903) fue un abogado, periodista, político y dramaturgo español.

## Biografía
Bachiller en el Instituto de Alicante (8 de julio de 1848), comenzó Derecho en la Universidad de Valencia, pero lo terminó en la Universidad de Madrid. Por entonces recopiló los poemas que publicó en la prensa en el volumen Recuerdos y Fantasías (Alicante, 1853). Además participó en la Corona poética a Manuel José Quintana.
De ideología monárquica, fue director de El Horizonte y redactor de El Contemporáneo. Fundó y dirigió Los Tiempos y El Español. Fue también redactor de El Diario Español. Se opuso fuertemente al tratado de comercio con Inglaterra del regente Baldomero Espartero, y dejó su punto de vista impreso en unas Observaciones político-económicas sobre el tratado de comercio que se dice haber sido propuesto por la Inglaterra a la España: considerado en sus efectos sobre nuestra riqueza... (1842). Esta anglofobia la expresó mucho después también en una comedia: La India y los ingleses: drama en seis actos, 1858. Fue diputado del 63 hasta 1868, cuando la revolución Gloriosa, y, pasada la primera República, desde 1876 a 1878. Durante la Restauración hizo campañas en pro de los principios y procedimientos conservadores en El Diario Español ya referido y otros periódicos.
En 1865 fue titular de la Dirección General de Beneficencia.
Con la nueva Constitución fue el primer diputado que tuvo Guadix, aunque cunero. Perteneciente desde los tiempos del general Ramón María Narváez al Partido Moderado, fue nombrado director general de Aduanas por su apoyo a la causa de Alfonso XII y posteriormente gobernador civil de Valencia.
Obtuvo el cargo de ministro del Tribunal de Cuentas del Reino (1884-1896) y fue senador por la provincia de Valencia 1884-1885 y 1885-1886; y por la provincia de Alicante desde 1886 hasta 1896. Se ha conservado un retrato suyo en un periódico (1903), con motivo de su óbito.

## Obras

### Poesía
- Recuerdos y Fantasías. Poesías. Alicante, Imp. R. Jordá, 1853.

### Dramas y comedias
- El rico y el pobre : drama en cuatro actos, 1855
- Una noche y una aurora : comedia en tres actos y en verso, 1856. Se representó en México con un título ligermente diferente: Una noche y una Aurora o Quevedo y la buñolera.[6]
- Furor parlamentario : comedia en un acto, 1855 y 1864
- La espulsión de los jesuitas en España, drama en cuatro actos, 1855
- ¡Todo por un padre! : drama en cinco cuadros, 1858.
- ¡Hay providencia! : drama en tres actos, en verso, 1857
- El programa de Manzanares ; comedia en un acto, 1855.
- La muger a los treinta años ; comedia original en un acto y en prosa, 1858.
- Lo que quiera mi muger ; comedia en un acto, 1855 y 1859.
- Lo que quiera mi marido: comedia en un acto, 1859.
- Los cabellos de mi marido : comedia original, en un acto y en prosa, 1858.
- Los cabellos de mi muger : comedia en un acto, 1858.
- La indiferencia, o, Jugar con dos barajas : comedia en tres actos y en verso, 1859.
- La torre del águila negra : drama en cuatro actos, en prosa y verso, 1856.
- La fe perdida, comedia en un acto, 1858 y 1864.
- A la luna de Valencia :comedia en un acto, 1858.
- El alcalde de Antequera : drama histórico, original, en tres actos y en verso, 1858
- Los caballeros de la niebla : drama de grande espectáculo, en siete cuadros y un prólogo, 1859.
- La cortesana y la lugareña : comedia en un acto, 1858.
- Las dos primas : comedia en un acto, 1855.
- La esclava de su deber : drama en tres actos, en verso, 1851.
- La espiación de un delito :drama en cuatro actos, 1858.
- La flor de la esperanza : comedia en un acto, en verso, 1856.
- La India y los ingleses : drama en seis actos, 1858.
- El juego de cubiletes : comedia en un acto, 1856.
- La paz de Vergara 1839 : drama en tres actos, 1856.
- El sonámbulo : comedia en un acto, 1858.
- El telégrafo eléctrico: comedia en tres actos, 1858.
- Un compañero de viaje : comedia en un acto y en prosa, 1858.
- Abrojos de la vida : drama histórico original, en tres actos, manuscrito inédito, 1853.
- ¡A orillas del mar! : zarzuela en un acto, zarzuela manuscrita inédita, 1855.
- Los agiotistas: drama en cinco actos y un prólogo, 1859.
- El fuego y la estopa : comedia en un acto, en verso, 1859.
- Megani : comedia en un acto, 1851.
- La muger de medio siglo : comedia original, en un acto y en prosa, 1858.
- El precio de un ramo : comedia en un acto, 1858.
- ¡¡Los males que causa el lujo!!, comedia.[7]
- El cielo y el infierno, comedia[8]
- La independencia española , ó el pueblo de Madrid en 1808, drama.[9]
- La mujer á los quince años, comedia.[8]

### Teatro menor
- Amar sin dejarse amar, juguete cómico en un acto, 1855
- Para dos perdices-- dos: juguete cómico en un acto, 1859
- Mas vale llegar a tiempo-- que rondar un año : proverbio en un acto, 1855
- La Unión Liberal : juguete cómico en un acto, Madrid, Imp. J. Repullés, 1855, 8º. Estrenado en el teatro Variedades (24-II-1855).
- Soplar y sorber-- : proverbio en un acto, 1857
- Un pié y un zapato, juguete cómico en un acto, 1855.
- Un bofetón a tiempo : juguete cómico en un acto y en prosa, 1858.
- Un pantalón y cuatro piernas : capricho cómico en un acto y en prosa, 1858.
- Mas vale llegar a tiempo... que rondar un año : proverbio en un acto, 1856

### Otros
- Observaciones político-económicas sobre el tratado de comercio que se dice haber sido propuesto por la Inglaterra a la España: considerado en sus efectos sobre nuestra riqueza industrial y agrícola... Madrid: imprenta de I. Sancha, 1842.